# Жан II де Бриенн
Жан II де Бриенн (фр. Jean II de Brienne, также  Jean d'Acre ,ум. 12 июня 1294, Клермон-ан-Бовези), граф д’Э с 1260.
Сын Альфонса де Бриенна и Мария де Лузиньян, графини д’Э. Наследовал матери как граф д’Э в 1260.
Женился на Беатрисе де Шатийон (ум. 1304), дочери Ги II де Шатийона, графа де Сен-Поля. Дети:
- Жан III де Бриенн, граф д’Э
- Изабелла (ум. 1302/07), замужем за Жаном II де Дампьером, виконтом де Труа (ум. ок. 1307)
- Жанна (ум. после 12 марта 1325), замужем за Раймундом VI, виконтом де Тюренн (ум. 1304); 2) Рено, сиром де Пикиньи, видамом Амьенским (ум. 1315)
- Маргарита (ум. 1310), замужем за Ги, виконтом де Туар (ум. 1308)
- Матильда (ум. после 1328), замужем (1290) за Альфонсо де ла Серда (1270—1324)